# Shemu
| S | mw | ra |

| S | mw | ra |

 Shemu è la terza stagione del calendario egizio, conosciuto anche con La stagione del raccolto o La stagione della bassa acqua del Nilo.

## Descrizione
Shemu era composto da quattro mesi di 30 giorni ciascuno,  mesi che venivano identificati come il 1º, il 2º, il 3º e il 4º. Nel periodo ellenistico venne, poi, dato un nome ad ogni mese dell'anno, spesso riferiti alle festività religiose che caratterizzavano il calendario egizio precedente.
| Stagione | Mese                                                     | Durata              |
| -------- | -------------------------------------------------------- | ------------------- |
| Shemu    | Pa-Khonsu o Pachon o Pakhon (pA n xnsw, colui di Khonsu) | 26 aprile-25 maggio |
| Shemu    | Paeninet o Paoni o Payni (pA n int, colui dello ouadi)   | 26 maggio-24 giugno |
| Shemu    | Epiphi o Epiph (ip ipi, festa di Ipipi)                  | 25 giugno-24 luglio |
| Shemu    | Mesut-Ra o Mesori o Mesore (mswt Ra, nascita di Ra)      | 25 luglio-23 agosto |
|          | Mykoydji uabot (giorni epagomeni)                        | 24-28 agosto        |

## Festività
Le celebrazioni religiose più importanti della stagione di Shemu:
- Nel 9º mese  (Pa-Khonsu):

- 1ª festa della dea Renenutet (compleanno di Nepri, la personificazione del grano)
- nel 10 ° giorno festival del dio Anubi. 
-  festa del dio Min dalla durata di quattro giorni.
- Nel 10º mese (Payni):

- festival della nuova luna della valle. 
- 7ª festa di Wadjet
- nel 19º giorno la celebrazione del "Hb- HqA- Ankh- Wda-Snb" ossia  "Festival del sovrano che possa vivere, essere sano e in salute"
- nel 11ºmese (Epiph):

- 15º giorno, cerimonia della buona inondazione, sacra a Hapy e Amun. 
- 30º giorno, vigilia del festival della dea Hathor, nel Nuovo Regno si svolgeva a Tebe. 
- nel 12º mese , (Mesut-Ra):

- 2 ° festival del Pip, dedicato alla dea Isis, molto noto nel Periodo Tardo. 
- 8 ° cerimonia di Wadjet, solstizio d'estate. 
- 24 ° giorno, festival del dio Ptah. 
- 30º giorno, Wep-renpet, il capodanno.